# 2,2-dimetilbutano
Il 2,2-dimetilbutano, noto anche come neoesano, è un idrocarburo alifatico di formula CH3C(CH3)2CH2CH3 appartenente alla categoria degli alcani ramificati. Trattasi di uno degli isomeri strutturale dell'n-esano, alcano lineare a sei termini col quale, per definizione, condivide formula e massa molecolari. A temperatura ambiente appare come un liquido incolore e dall'odore caratteristico, volatile ed infiammabile, insolubile in acqua ma ben miscibile coi comuni solventi organici quali l'etanolo, il dietiletere, l'acetone ed il tetraclorometano, nonché in miscele solventi come l'etere di petrolio. Trova impiego come componente di carburanti ad elevato contenuto di ottani e come intermedio di reazione nella produzione di composti chimici destinati all'utilizzo nel settore dell'agricoltura.

## Sintesi
Il 2,2-dimetilbutano viene di norma sintetizzato facendo reagire l'etilene e l'isobutano in ambiente catalizzato termicamente o con opportune sostanze chimiche:
H2C=CH2 + CH3C(CH3)CH3 → CH3C(CH3)2CH2CH3
Il neoesano può essere inoltre ottenuto per idroisomerizzazione del 2,3-dimetilbutano in presenza di una sostanza acida con funzione di catalizzatore.

## Utilizzo
Oltre ai comuni impieghi come componente di carburanti  e come intermedio di reazione, a livello industriale in neoesano viene utilizzato come solvente organico apolare per oli vegetali, colle, film di rivestimento e vernici.